# 193 v. Chr.
Portal Geschichte | Portal Biografien | Aktuelle Ereignisse | Jahreskalender | Tagesartikel

◄ |
3. Jahrhundert v. Chr. |
2. Jahrhundert v. Chr. |
1. Jahrhundert v. Chr. |
►

◄ | 210er v. Chr. | 200er v. Chr. | 190er v. Chr. | 180er v. Chr. |
170er v. Chr. |
►

◄◄ | ◄ | 196 v. Chr. | 195 v. Chr. | 194 v. Chr. | 193 v. Chr. |
192 v. Chr. |
191 v. Chr. |
190 v. Chr. |
► |
►►
Staatsoberhäupter

## Ereignisse

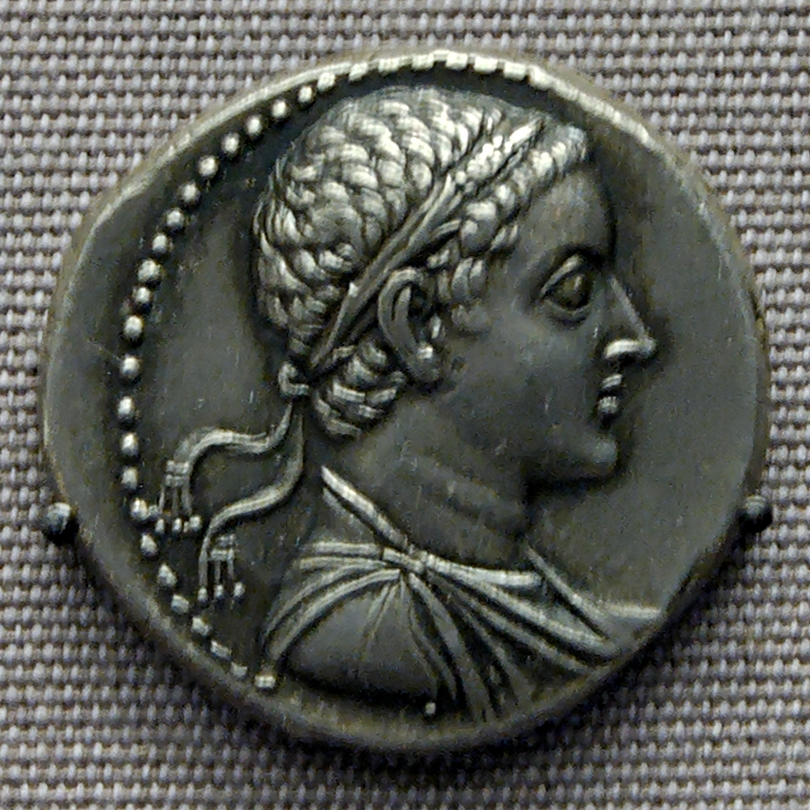
Silbertetradrachmon Ptolemaios V. Epiphanes, Britisches Museum

- Winter 194/193 v. Chr.: Die „Hochzeit von Raphia“ zwischen Ptolemaios V. und Kleopatra I.

- Aufgrund eines von Volkstribun Marcus Sempronius Tuditanus initiierten Plebiszits werden Latiner und Italiker mit römischen Bürgern im Kreditrecht gleichgestellt.
- Lucius Cornelius Merula siegt im Jahr nach der Schlacht bei Placentia bei Mutina neuerlich über die Boier.

## Gestorben
- Antiochos, Mitherrscher seines gleichnamigen Vaters im Seleukidenreich (* 221 v. Chr.)